# Aischrologie
Aischrologie (altgriechisch αἰσχρολογία aischrología, deutsch ‚schmutzige Rede‘ (Aussprache: ais-chrología), von αἰσχρός aischrós, deutsch ‚schändlich, unanständig‘ (Aussprache: ais-chrós) und λόγος lógos, deutsch ‚Rede, Wort‘), auch Tothasmos (τωθασμός tōthasmós, deutsch ‚Verspottung, Hohn‘), bezeichnet im engeren Sinn Schmähreden im kultischen Kontext der Antike, wenn beispielsweise bei Festen der Artemis, der Demeter oder des Dionysos Frauen in der Öffentlichkeit obszöne Reden führten oder Sklaven ungestraft ihre Herren schmähten. Diese Form der Aischrologie gehört damit in den Bereich der Ausnahmezeit oder der „verkehrten Welt“. 
Im weiteren Sinn bezeichnet Aischrologie die Schmährede als Mittel der Rhetorik oder als literarisches Mittel, etwa im Drama.
In etwas missverstandener Form kann Aischrologie als „Schimpfwortkunde“ interpretiert werden, ein Sammler obszöner Worte wäre demnach ein Aischrologe. Die Untersuchung von Schimpfwörtern ist wiederum Gegenstand der Malediktologie.